# Oxyopes rouxi
Oxyopes rouxi är en spindelart som beskrevs av Embrik Strand 1911. Oxyopes rouxi ingår i släktet Oxyopes och familjen lospindlar. Inga underarter finns listade i Catalogue of Life.